# Alexis Robin
 (octobre 2018).
Si vous disposez d'ouvrages ou d'articles de référence ou si vous connaissez des sites web de qualité traitant du thème abordé ici, merci de compléter l'article en donnant les références utiles à sa vérifiabilité et en les liant à la section « Notes et références ».
Alexis Robin, né le 1er octobre 1971 à Blois, est un scénariste et dessinateur de bande dessinée français.

## Biographie
Après des études à l'Institut Saint-Luc de Bruxelles, Alexis Robin s'installe en région parisienne et publie ses premiers travaux dans des collectifs des éditions Treize Etrange. Puis il sort son premier album Si j'ai bonne mémoire en tant qu'auteur complet dans la collection Tohu Bohu des Humanoïdes Associés.

## Œuvres
- Si j'ai bonne mémoire, scénario et dessin, Les Humanoïdes Associés, 2000
- Borderline avec Nathalie Berr, Bamboo collection Grand Angle, 4 tomes 2008-2011
- La Douleur fantôme, avec Byun Hye jun, 2 tomes, éditions Paquet, 2008-2009
- Nathaniel, scénario et dessin, Bamboo collection Grand Angle, 2006
- Traffic, tome 1 avec Malo Kerfriden, Bamboo collection Focus, 1/5 tomes, 2009
- Vinifera, tome 1 Les Amphores de Pompéï, avec Éric Corbeyran (scénario) et Minte (couleurs), Glénat, 2018